# Arsène Elogo
 (juin 2020).
Arsène Elogo Guintangui, né le 22 avril 1995 à Douala, est un footballeur camerounais. Il évolue au Becamex Bình Dương FC au poste de milieu de terrain.

## Biographie
Originaire de Douala, Arsène Elogo passe par les équipes jeunes du Grenoble Foot 38 avant de rejoindre ceux de l'AS Saint-Étienne en 2012. Après trois saisons chez les Verts, il retourne à Grenoble en 2015. Le club isérois évolue alors en CFA. 
Sous les ordres d'Olivier Guégan, il connaît deux accessions successives, et le GF38 arrive en Ligue 2 en 2018. Avec le club de Grenoble, il dispute 56 matchs en Ligue 2, inscrivant cinq buts.
En fin de contrat avec Grenoble en juin 2020, il s'engage avec le Valenciennes FC. Il y retrouve Olivier Guégan, l'entraîneur avec lequel il avait connu deux montées d'affilée avec le GF38.

## Statistiques
| Saison                | Club                  | Championnat           | Championnat | Championnat | Coupe nationale | Coupe nationale | Coupe de la Ligue | Coupe de la Ligue | Total | Total |
| Saison                | Club                  | Division              | M.          | B.          | M.              | B.              | M.                | B.                | M.    | B.    |
| 2015-2016             | Grenoble Foot         | CFA                   | 29          | 3           | 4               | 1               | -                 | -                 | 33    | 4     |
| 2016-2017             | Grenoble Foot         | CFA                   | 22          | 1           | 2               | 0               | -                 | -                 | 24    | 1     |
| 2017-2018             | Grenoble Foot         | National              | 24+1        | 5           | 1               | 0               | -                 | -                 | 26    | 5     |
| 2018-2019             | Grenoble Foot         | Ligue 2               | 33          | 3           | 2               | 0               | 1                 | 0                 | 36    | 3     |
| 2019-2020             | Grenoble Foot         | Ligue 2               | 22          | 2           | 1               | 0               | 2                 | 0                 | 25    | 2     |
| Sous-total            | Sous-total            | Sous-total            | 131         | 14          | 14              | 2               | 3                 | 0                 | 148   | 16    |
| 2020-2021             | Valenciennes FC       | Ligue 2               | 32          | 1           | 1               | 0               | -                 | -                 | 33    | 1     |
| Total sur la carrière | Total sur la carrière | Total sur la carrière | 163         | 15          | 15              | 2               | 3                 | 0                 | 181   | 17    |